# Liste der Kulturdenkmäler in Neu-Eichenberg
Die folgende Liste enthält die in der Denkmaltopographie ausgewiesenen Kulturdenkmäler auf dem Gebiet  der Gemeinde Neu-Eichenberg, Werra-Meißner-Kreis, Hessen.
Hinweis: Die Reihenfolge der Denkmäler in dieser Liste orientiert sich zunächst an Ortsteilen und anschließend der Anschrift, alternativ ist sie auch nach der Bezeichnung, der vom Landesamt für Denkmalpflege vergebenen Nummer oder der Bauzeit sortierbar.
Kulturdenkmäler werden fortlaufend im Denkmalverzeichnis des Landes Hessen durch das Landesamt für Denkmalpflege Hessen auf Basis des Hessischen Denkmalschutzgesetzes (HDSchG) geführt. Die Schutzwürdigkeit eines Kulturdenkmals hängt nicht von der Eintragung in das Denkmalverzeichnis des Landes Hessen oder der Veröffentlichung in der Denkmaltopographie ab.

Das Vorhandensein oder Fehlen eines Objekts in dieser Liste ist keine rechtsverbindliche Auskunft darüber, ob es Kulturdenkmal ist oder nicht: Diese Liste entspricht möglicherweise nicht dem aktuellen Stand der offiziellen Denkmaltopographie. Diese ist für Hessen in den entsprechenden Bänden der Denkmaltopographie Bundesrepublik Deutschland und im Internet unter DenkXweb – Kulturdenkmäler in Hessen einsehbar. Auch diese Quellen sind, obwohl sie durch das Landesamt für Denkmalpflege Hessen aktualisiert werden, nicht immer aktuell, da es im Denkmalbestand immer wieder Änderungen gibt.
Eine verbindliche Auskunft erteilt allein das Landesamt für Denkmalpflege Hessen.
Nutze diese Kartenansicht, um Koordinaten in der Liste zu setzen. In dieser Kartenansicht sind Kulturdenkmale ohne Koordinaten mit einem roten bzw. orangen Marker dargestellt und können in der Karte gesetzt werden. Kulturdenkmale ohne Bild sind mit einem blauen bzw. roten Marker gekennzeichnet, Kulturdenkmale mit Bild mit einem grünen bzw. orangen Marker.

## Kulturdenkmale nach Ortsteilen

### Berge
| Bild                                         | Bezeichnung                                  | Lage                                                                       | Beschreibung                                                                       | Bauzeit | Objekt-Nr. |
| -------------------------------------------- | -------------------------------------------- | -------------------------------------------------------------------------- | ---------------------------------------------------------------------------------- | ------- | ---------- |
| Bild gesucht BW                              | Gesamtanlage Berge                           | Lage                                                                       | mit Am Platz 1–2; An der Kirche 1–2; Bergstraße 3–13, 2–14                         |         | 41117 DDB  |
| Hofanlage                                    | Hofanlage                                    | Am Bach 4 LageFlur: 5, Flurstück: 20/1                                     |                                                                                    |         | 41118 DDB  |
| Hakenhof                                     | Hakenhof                                     | Am Platz 1 LageFlur: 4, Flurstück: 9/1                                     |                                                                                    |         | 41119 DDB  |
| Wohnhaus                                     | Wohnhaus                                     | An der Kirche 2 LageFlur: 4, Flurstück: 14/1                               |                                                                                    |         | 41120 DDB  |
| Anger                                        | Anger                                        | Bergstraße o. Nr. LageFlur: 4, Flurstück: 65/3                             |                                                                                    |         | 41123 DDB  |
| Tagelöhnerhaus                               | Tagelöhnerhaus                               | Bergstraße 5 LageFlur: 4, Flurstück: 40/2                                  |                                                                                    |         | 41122 DDB  |
| Pfarrhaus                                    | Pfarrhaus                                    | Bergstraße 8 LageFlur: 4, Flurstück: 22/3                                  |                                                                                    |         | 41124 DDB  |
| Wohnhaus                                     | Wohnhaus                                     | Bergstraße 11 LageFlur: 4, Flurstück: 48/5                                 |                                                                                    |         | 41125 DDB  |
| Bild gesucht BW                              | Gedenkstein                                  | Großes Holz LageFlur: 14, Flurstück: 5/3                                   |                                                                                    |         | 41650 DDB  |
| Erbbegräbnis von Bischoffshausen             | Erbbegräbnis von Bischoffshausen             | Großes Holz LageFlur: 15, Flurstück: 3/2                                   |                                                                                    |         | 41130 DDB  |
| Erbbegräbnis der Familie von Bischoffshausen | Erbbegräbnis der Familie von Bischoffshausen | Großes Holz LageFlur: 13, Flurstück: 20/19                                 |                                                                                    |         | 41131 DDB  |
| weitere Bilder                               | Evangelische Kirche                          | Im Dorfe LageFlur: 4, Flurstück: 19/1                                      | mehrere Grabsteine vor der Kirche, steinerne Einfriedung                           |         | 41121 DDB  |
| Stall                                        | Stall                                        | Kalkogenbreite, Neuenrode 2 LageFlur: 11, Flurstück: 12                    |                                                                                    |         | 41133 DDB  |
| Fachwerkwohnhaus                             | Fachwerkwohnhaus                             | Neuenrode 1 LageFlur: 11, Flurstück: 25                                    |                                                                                    | 1828    | 41132 DDB  |
| Tagelöhnerhaus                               | Tagelöhnerhaus                               | Neuenrode 3 LageFlur: 10, Flurstück: 17                                    |                                                                                    |         | 41134 DDB  |
| Wohnhaus                                     | Wohnhaus                                     | Neuenröder Straße 13 LageFlur: 4, Flurstück: 55/3                          |                                                                                    |         | 41126 DDB  |
| Wohnhaus                                     | Wohnhaus                                     | Neuenröder Straße 15, Neuenröder Straße LageFlur: 4, Flurstück: 57/5, 57/6 | mit Wirtschaftsgebäuden, steinernes Tor mit Wohnung darüber, steinerne Einfriedung |         | 41127 DDB  |
| Wohnhaus                                     | Wohnhaus                                     | Neuenröder Straße 16 LageFlur: 5, Flurstück: 31/3                          |                                                                                    | Um 1800 | 41128 DDB  |
| Hof                                          | Hof                                          | Neuenröder Straße 19 LageFlur: 5, Flurstück: 14/1                          |                                                                                    |         | 41129 DDB  |

### Eichenberg
| Bild                                    | Bezeichnung                             | Lage                                                                          | Beschreibung | Bauzeit   | Objekt-Nr. |
| --------------------------------------- | --------------------------------------- | ----------------------------------------------------------------------------- | --- | --------- | ---------- |
| Bild gesucht BW                         | Gesamtanlage I                          | Lage                                                                          | mit Bahnhofstraße 1, 2; Bogengasse 1–3, 2–10; Enge Gasse 1; Karlsbrunnerstraße 1–15, 2–22; Kirchplatz 1–8; Kurze Straße; Raiffeisenstraße 1–5, 2–6; Schmiedegasse 1–3; Zum Mainzer Rad 1–3, 2–4 |           | 41136 DDB  |
| Gesamtanlage II                         | Gesamtanlage II                         | Lage                                                                          | mit Forstweg 2–4, 5; Sandweg 1, 2; ein steinerner Tisch im Kreuzungspunkt |           | 41137 DDB  |
| Gesamtanlage III                        | Gesamtanlage III                        | Lage                                                                          | mit Bahnhofstraße 79–91, 82–90; Eichsfelder Straße 1–7 |           | 41138 DDB  |
| weitere Bilder                          | Burg Arnstein                           | Arnstein 1, 2, 3, Bleichhof LageFlur: 11, Flurstück: 13/1, 2/1, 4, 5, 6, 7, 9 | |           | 41159 DDB  |
| Wasserbehälter                          | Wasserbehälter                          | Auf der Schiereneiche LageFlur: 4, Flurstück: 45                              | |           | 41140 DDB  |
| Bild gesucht BW                         | Wegweiser                               | B 80 LageFlur: 6, Flurstück: 28/2                                             | |           | 41630 DDB  |
| weitere Bilder                          | Bahnhof, Gitterbrücke                   | Bahnhofstraße 95, Bahnhofstraße 93 LageFlur: 5, Flurstück: 143/14, 143/17     | mit Lagerschuppen, ein weiteres Bahnhofsgebäude, Brücke | 1870–1880 | 41139 DDB  |
| Fachwerkwohnhaus mit Wirtschaftsgebäude | Fachwerkwohnhaus mit Wirtschaftsgebäude | Bogengasse 1 LageFlur: 1, Flurstück: 80/1                                     | |           | 41141 DDB  |
| Hofanlage                               | Hofanlage                               | Bogengasse 2 LageFlur: 1, Flurstück: 82/1                                     | |           | 41142 DDB  |
| Wohnhaus                                | Wohnhaus                                | Bogengasse 3a LageFlur: 1, Flurstück: 79/1                                    | |           | 41143 DDB  |
| Bild gesucht BW                         | Brücke                                  | Eisenbahn LageFlur: 11, Flurstück: 46/5                                       | Brücke über die Bahnstrecke nach Bad Sooden-Allendorf | 1874      | 41160 DDB  |
| Karlsbrunnen                            | Karlsbrunnen                            | Karlsbrunnenstraße o. Nr. LageFlur: 1, Flurstück: 88/4                        | |           | 41153 DDB  |
| Bild gesucht BW                         | Wohnhaus                                | Karlsbrunnenstraße 2 LageFlur: 1, Flurstück: 89/8                             | |           | 41145 DDB  |
| Tagelöhnerhaus                          | Tagelöhnerhaus                          | Karlsbrunnenstraße 2a LageFlur: 1, Flurstück: 89/4                            | |           | 41146 DDB  |
| Fachwerkwohnhaus                        | Fachwerkwohnhaus                        | Karlsbrunnenstraße 6 LageFlur: 1, Flurstück: 93/3                             | |           | 41147 DDB  |
| Fachwerkwohnhaus                        | Fachwerkwohnhaus                        | Karlsbrunnenstraße 8 LageFlur: 1, Flurstück: 85                               | |           | 41148 DDB  |
| Fachwerkwohnhaus mit Scheune            | Fachwerkwohnhaus mit Scheune            | Karlsbrunnenstraße 9 LageFlur: 1, Flurstück: 51/1                             | |           | 41149 DDB  |
| Fachwerkwohnhaus                        | Fachwerkwohnhaus                        | Karlsbrunnenstraße 11 LageFlur: 1, Flurstück: 52/3                            | |           | 41150 DDB  |
| Wohnhaus                                | Wohnhaus                                | Karlsbrunnenstraße 18 LageFlur: 1, Flurstück: 71                              | |           | 41152 DDB  |
| Garteneinfriedung mit Portal            | Garteneinfriedung mit Portal            | Kirchplatz 1 LageFlur: 1, Flurstück: 16                                       | | 1773      | 41144 DDB  |
| Hakenhof                                | Hakenhof                                | Kirchplatz 4 LageFlur: 1, Flurstück: 12                                       | |           | 41155 DDB  |
| weitere Bilder                          | Evangelische Kirche                     | Kirchplatz 8 LageFlur: 1, Flurstück: 1                                        | | 1840      | 41154 DDB  |
| Fachwerkwohnhaus                        | Fachwerkwohnhaus                        | Schmiedegasse 1 LageFlur: 1, Flurstück: 53/2                                  | mit Schmiede, zwei Ställen und zwei Scheunen |           | 41156 DDB  |
| Direkt Bild zu diesem Denkmal hochladen | 94 Grenzsteine                          | Stürzliede, Gemeindewald Flur: 3, 16, 17, Flurstück: 3, 2/4, 4/1              | |           | 41595 DDB  |
| Anger                                   | Anger                                   | Zum Mainzer Rad LageFlur: 1, Flurstück: 87/1                                  | |           | 41151 DDB  |
| Kreuzstein * 4625.1                     | Kreuzstein * 4625.1                     | Zum Mainzer Rad LageFlur: 1, Flurstück: 87/1                                  | |           | 41648 DDB  |
| Fachwerkwohnhaus                        | Fachwerkwohnhaus                        | Zum Mainzer Rad 1 LageFlur: 1, Flurstück: 86/3                                | |           | 41157 DDB  |
| Hofanlage                               | Hofanlage                               | Zum Mainzer Rad 3, Zum Mainzer Rad LageFlur: 1, Flurstück: 84/3, 84/7         | |           | 41158 DDB  |

### Hebenshausen
| Bild                  | Bezeichnung           | Lage                                                                   | Beschreibung | Bauzeit | Objekt-Nr. |
| --------------------- | --------------------- | ---------------------------------------------------------------------- | --- | ------- | ---------- |
| Verbotstein * 4625.VI | Verbotstein * 4625.VI | B 27 LageFlur: 2, Flurstück: 13/18                                     | |         | 41631 DDB  |
| Wohnhaus              | Wohnhaus              | Bachstraße 7 LageFlur: 7, Flurstück: 59/4                              | |         | 41102 DDB  |
| Wohnhaus              | Wohnhaus              | Bachstraße 14 LageFlur: 7, Flurstück: 51/7                             | |         | 41103 DDB  |
| Fachwerkwohnhaus      | Fachwerkwohnhaus      | Bachstraße 19 LageFlur: 8, Flurstück: 90                               | |         | 41104 DDB  |
| Tagelöhnerhaus        | Tagelöhnerhaus        | Bachstraße 23 LageFlur: 8, Flurstück: 80/2                             | daneben ein Backhaus |         | 41105 DDB  |
| ehem. Domäne          | ehem. Domäne          | Domäne 1–5, Im Ulrich LageFlur: 2, Flurstück: 16/5, 2/7, 5/1, 7/5, 7/6 | Sachgesamtheit einer ehemaligen Domäne mit Gutshaus, Verwalterhaus, Wirtschaftsgebäude/Ställe/Lagerbauten, Taubenhaus, Schafstall, drei Arbeiterhäuser, Park und Umfassungsmauer |         | 41106 DDB  |
| weitere Bilder        | Evangelische Kirche   | Kirchstraße 1 LageFlur: 8, Flurstück: 96/10                            | ehemalige Wehrkirche |         | 41107 DDB  |
| Friedhof              | Friedhof              | Lange Straße o. Nr. LageFlur: 8, Flurstück: 34/1, 98/29                | Umfassungsmauer, Portal, ein Grabstein in Form eines Pfeilers mit Kapitell und krönendem Kreuz                                                                                   |         | 41111 DDB  |
| Hofanlage             | Hofanlage             | Lange Straße 20 LageFlur: 7, Flurstück: 44/3                           | |         | 41108 DDB  |
| Hofanlage             | Hofanlage             | Lange Straße 22 LageFlur: 7, Flurstück: 29/1                           | |         | 41109 DDB  |
| Wohnhaus              | Wohnhaus              | Lange Straße 26 LageFlur: 8, Flurstück: 89/2                           | |         | 41110 DDB  |
| ehem. jüdische Schule | ehem. jüdische Schule | Lange Straße 30 LageFlur: 8, Flurstück: 77/4                           | |         | 41113 DDB  |
| weitere Bilder        | ehem. Synagoge        | Lange Straße 30 LageFlur: 8, Flurstück: 77/4                           | |         | 41112 DDB  |
| Fachwerkwohnhaus      | Fachwerkwohnhaus      | Lange Straße 41 LageFlur: 8, Flurstück: 28/5                           | |         | 41114 DDB  |
| weitere Bilder        | Jüdischer Friedhof    | Mühlenberg LageFlur: 5, Flurstück: 23                                  | |         | 41115 DDB  |

### Hermannrode
| Bild                | Bezeichnung              | Lage                                                                        | Beschreibung | Bauzeit | Objekt-Nr. |
| ------------------- | ------------------------ | --------------------------------------------------------------------------- | --- | ------- | ---------- |
| Bild gesucht BW     | Gesamtanlage Hermannrode | Gesamtanlage Lage                                                           | mit Berlepscher Straße 3–23, 2–22 |         | 41162 DDB  |
| Kreuzstein * 4521.1 | Kreuzstein * 4521.1      | An der Lohhecke LageFlur: 5, Flurstück: 101/4                               | Der Kreuzstein steht am Fuß der Lutherlinde, die zu Ehren Martin Luthers zu seinem 400. Geburtstag im November 1883 gepflanzt und bereits im August 1936 zu einem Naturdenkmal erklärt wurde. Auf beiden Seiten des im oberen Bereich beschädigten Rechtecksteins ist ein gotisches Kreuz erhaben dargestellt. Rechts und links daneben ist eine Pflugreute abgebildet. Nach alter mündlicher Überlieferung soll hier ein Reiter begraben liegen. |         | 41649 DDB  |
| Fachwerkwohnhaus    | Fachwerkwohnhaus         | Berlepscher Straße 3 LageFlur: 6, Flurstück: 24/3                           | |         | 41163 DDB  |
| weitere Bilder      | Evangelische Kirche      | Berlepscher Straße 10a, Berlepscher Straße LageFlur: 6, Flurstück: 10, 65/1 | mit einem Grabstein und Umfassungsmauer |         | 41164 DDB  |
| Wohnhaus            | Wohnhaus                 | Berlepscher Straße 12 LageFlur: 6, Flurstück: 7/4                           | |         | 41166 DDB  |
| Wohnhaus            | Wohnhaus                 | Berlepscher Straße 16 LageFlur: 7, Flurstück: 1/4                           | |         | 41167 DDB  |
| Fachwerkwohnhaus    | Fachwerkwohnhaus         | Berlepscher Straße 22 LageFlur: 7, Flurstück: 19/1                          | |         | 41168 DDB  |
| Fachwerkwohnhaus    | Fachwerkwohnhaus         | Berlepscher Straße 23 LageFlur: 7, Flurstück: 23/1                          | |         | 41169 DDB  |
| Hofanlage           | Hofanlage                | Feldbergweg 8 LageFlur: 4, Flurstück: 11/9                                  | |         | 41170 DDB  |

### Marzhausen
| Bild                 | Bezeichnung             | Lage | Beschreibung | Bauzeit | Objekt-Nr. |
| -------------------- | ----------------------- | --- | --- | ------- | ---------- |
| Bild gesucht BW      | Gesamtanlage Marzhausen | Gesamtanlage Lage | |         | 41172 DDB  |
| Fachwerkwohnhaus     | Fachwerkwohnhaus        | Bäckergasse 2 LageFlur: 5, Flurstück: 89/2                                                                              | | Um 1800 | 41173 DDB  |
| Wohnhaus             | Wohnhaus                | Friedländer Straße 8 LageFlur: 5, Flurstück: 50/2                                                                       | |         | 41174 DDB  |
| Wohnhaus             | Wohnhaus                | Friedländer Straße 12 LageFlur: 5, Flurstück: 44/15                                                                     | | Um 1800 | 41175 DDB  |
| Wohnhaus             | Wohnhaus                | Friedländer Straße 18 LageFlur: 5, Flurstück: 39/9                                                                      | |         | 41176 DDB  |
| Tagelöhnerhaus       | Tagelöhnerhaus          | Hermannröder Straße 11 LageFlur: 4, Flurstück: 6/3                                                                      | |         | 41177 DDB  |
| Gutshof              | Gutshof                 | Hermannröder Straße 13, Im Dorfe, Hermannröder Straße 15, 17, 19; Hermannröder Straße LageFlur: 4, Flurstück: 3/1, 36/3 | Wohnhaus, Verwalterhaus, Wirtschaftsgebäude, Park, Sandsteinmauer, Schafstall, Kuhstall, Turbinenanlage, Schmiede, Gartenhaus, Pferdestall, Schweinestall, Hofpflasterung, steinerne Einfriedung, Torpfosten und Park mit Grünfläche |         | 41179 DDB  |
| Wohnhaus mit Scheune | Wohnhaus mit Scheune    | Schulstraße 3 LageFlur: 5, Flurstück: 83/3                                                                              | |         | 41178 DDB  |
| weitere Bilder       | Evangelische Kirche     | Ziegelstraße o. Nr. LageFlur: 5, Flurstück: 25                                                                          | |         | 41180 DDB  |